# Petar Denkovački
L'archimandrite Petar (en serbe cyrillique : Петар, nom séculier Dragutin Stanojević, en serbe cyrillique: Драгутин Станојевић), né le 8 avril 1925 à Pečenjevce (Royaume de Serbie) et mort le 25 décembre 2005 au Monastère de Denkovac à Donja Sabanta en Yougoslavie, est un des plus importants théologiens orthodoxes de notre époque, souvent considéré comme un nouveau Père de l'Église. Il était l'archimandrite du Monastère de Denkovac, près de Donja Sabanta.
Il a été higoumène de plusieurs monastères.

## Biographie
Le futur père Petar est né le 8 avril 1925 dans une famille d'agriculteurs. Il termine ses études secondaires au lycée de Čačak, puis s'inscrit au séminaire de Prizren en Métochie et termine ses études supérieures à la faculté de théologie de Belgrade.
Avant de devenir professeur au séminaire de Prizren en 1939, il est tonsuré moine et ordonné prêtre. Il prend alors le nom monastique d'Petar.
Il est au cours de sa vie transféré dans plusieurs monastères par son évêque, et finit par devenir higoumène du Monastère de Denkovac en 1979. Son don pastoral et sa vie sainte font venir beaucoup de visiteurs qu'il accueille toujours avec amour et conseille. Il a également écrit au cours de sa vie de nombreux articles spirituels. Il décède le 25 décembre 2005.

## Sources et références
1. 1 2  (sr) « Otac Petar Denkovacki », sur Живе Речи Утехе (consulté le 20 avril 2021)
2. ↑  Манастир Вазнесење, « Српски православни манастир Вазнесење: Старац Петар Денковачки - Велико славословље, 8.глас », sur Српски православни манастир Вазнесење,‎ 12. октобар 2019. (consulté le 20 avril 2021)
3. ↑  « Епархија Шумадијска », sur www.eparhija-sumadijska.org.rs (consulté le 20 avril 2021)